# Паста молликата
Паста молликата (итал.  pasta mollicata) — итальянская паста с добавлением сухарей или панировочных сухарей родом из Базиликаты, популярная в луканской, калабрийской и сицилийской кухне. Это традиционное крестьянское блюдо, которое готовят по всему югу Италии, оно имеет разные версии в зависимости от территории, хотя основными ингредиентами остаются макаронные изделия и панировочные сухари.

## Происхождение
Истоки этого блюда довольно древние и окружены легендарной аурой. Первые упоминания о макаронах с панировочными сухарями восходят к раннему Средневековью в Арменто, в провинции Потенца. В 976 году блюдо было приготовлено в честь победы жителей, которые во главе с византийскими монахами блокировали захватчиков-сарацин. Согласно легенде, за день до битвы женщина стала свидетельницей явления Девы Марии, которая, предвидя победу над врагом, дала ей небольшую палочку для лепки макарон, чтобы приготовить их и накормить жителей. Женщина добавляла крошки чёрствого хлеба и поджаривала их на масле.

## Приготовление
Паста молликата обычно готовится путём обжаривания нарезанного лука (предварительно смоченного в красном вине) на сковороде с оливковым маслом первого отжима и небольшим количеством свиного сала. Затем к смеси добавляют нарезанный помидор и готовят на сильном огне в течение нескольких минут. После этого добавляют немного чёрствого хлеба, превращённого в крошки, и сковороду оставляют на сильном огне примерно на 15 минут. После слива подсоленной пасты и обжаривания её с небольшим количеством сыра качорикотта, блюдо приправляется свежим качиорикоттой, маслом и небольшим количеством острого перца.

## Варианты
Паста имеет множество вариаций в зависимости от региона. В Базиликате самая простая версия готовится с макаронами ферретти или страскинати, подаётся с панировочными сухарями, маслом и чесноком. Другими дополнительными ингредиентами являются нарезанные помидоры или соус, тёртый сыр или раскрошенный или молотый перец круски. Реже добавляют также анчоусы, изюм или миндаль. Паста молликата входит в число Традиционных луканских сельскохозяйственных продуктов (PAT) под названием «Fusilli lucani con la mollica di pane, ferriciell cu la muddica, Fusill' cu' muddia».
В Калабрии и Сицилии пасту (обычно спагетти) иногда приправляют панировочными сухарями вместо хлеба и принято использовать анчоусы.